# Manuel Arteaga Betancourt
Manuel Arteaga Betancourt (Puerto Príncipe, 28 de diciembre de 1879-La Habana, 20 de marzo de 1963) fue el primer cardenal nacido en Cuba y uno de los primeros de América Latina.

## Orígenes familiares
Nació el 28 de diciembre de 1879 en Puerto Príncipe, hoy Camagüey, archidiócesis de Santiago de Cuba y bautizado por el padre Virgilio Arteaga el 17 de abril de 1880 en la catedral de dicha ciudad. Sus padres fueron Rosendo Arteaga Montejo, hijo de Juan Arteaga y Agramonte y María Francisca Guerra-Montejo, y Delia Betancourt y Guerra, hija de Gaspar de Betancourt y Catalina Guerra y del Castillo, todos miembros de familias antiguas camagüeyanas.

## Vida

### Infancia y estudios
Su tío, el sacerdote Ricardo Arteaga Montejo, lo llevó a Venezuela en 1892 donde cursó sus estudios, obteniendo el título de bachiller en filosofía el 15 de junio de 1898 en la Universidad Central de Venezuela. En 1900 ingresó en el convento de los frailes capuchinos en Caracas, abandonándolo después por razones de salud, y entró en el Seminario Santa Rosa de Lima (Caracas) en Caracas el 12 de abril de 1901.

### Sacerdocio y episcopado
Fue ordenado sacerdote en la Arquidiócesis de Caracas por el arzobispo Mons. Juan Bautista Castro, el 17 de abril de 1904 y realizó su ministerio sacerdotal en Cumaná, Venezuela desde 1906 hasta 1912 y posteriormente en la ciudad de Camagüey, Cuba hasta 1915. 

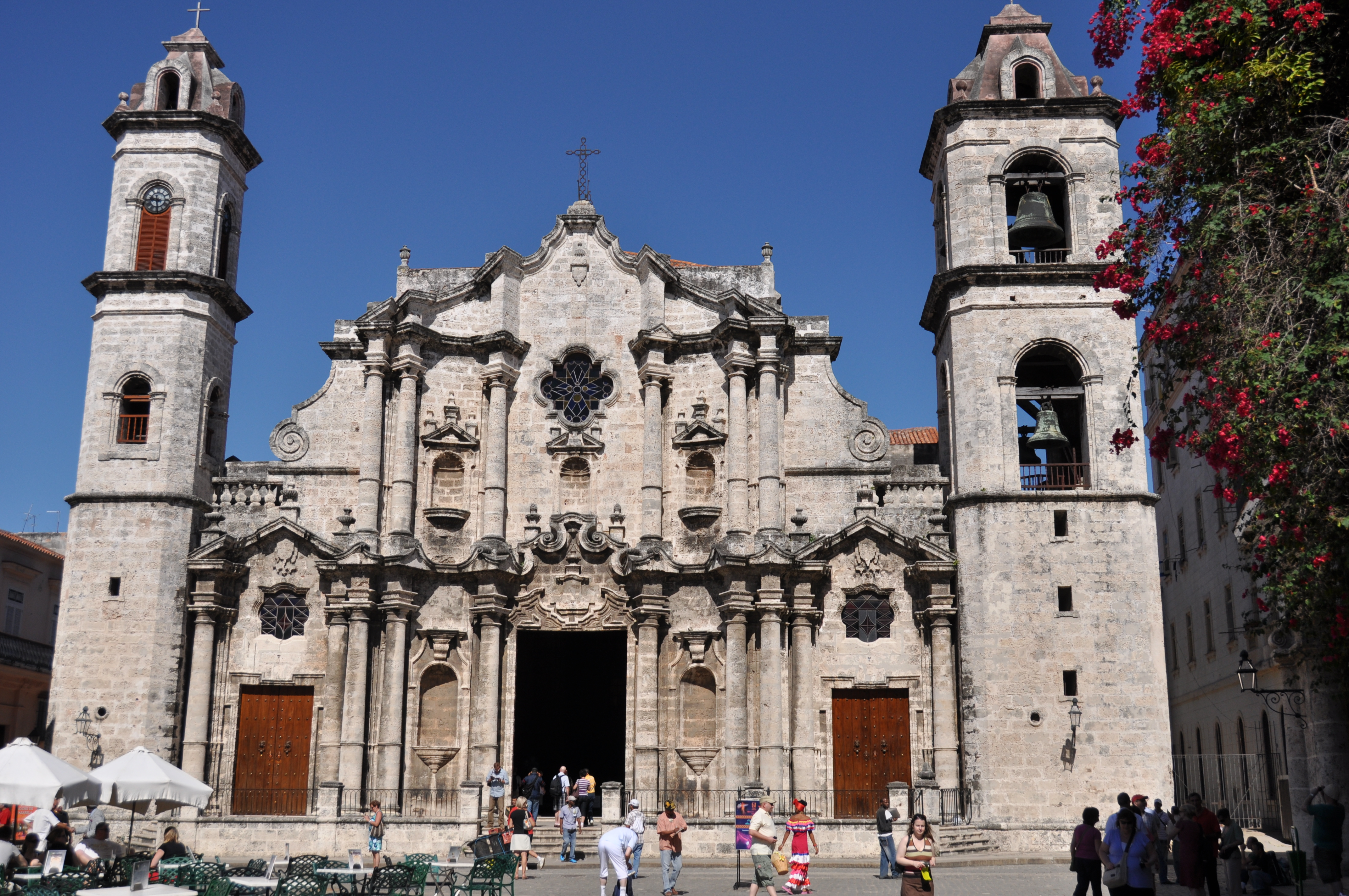
Catedral de San Cristóbal de La Habana

Fue provisor y vicario general de la diócesis de La Habana desde 1915 hasta 1941. En 1916 fue nombrado canónigo magistral del cabildo habanero. 
El papa Pío XI lo nombró monseñor y prelado doméstico el 31 de mayo de 1926 y, después del fallecimiento del arzobispo de La Habana, monseñor Manuel Ruiz y Rodríguez, fue elegido vicario capitular de la arquidiócesis el 3 de enero de 1940. 
Fue elegido arzobispo de La Habana por el papa Pío XII el 28 de diciembre de 1941 y consagrado el 24 de febrero de 1942 en la Catedral de La Habana por Mons. Giorgio Caruana, arzobispo titular de Sebaste, nuncio apostólico en Cuba, asistido por el monseñor Manuel Zubizareta y Unamunzaga, arzobispo de Santiago de Cuba y por Eduardo Martínez Dalmau, obispo de Cienfuegos.

### Cardenalato
Fue creado Cardenal por el papa Pío XII en el consistorio del 18 de febrero de 1946, recibió el capelo y el título en la basílica de San Lorenzo in Lucina el 28 de ese mismo mes, convirtiéndose en el primer miembro del Colegio cardenalicio nacido en Cuba. Fue uno de los cardenales que participó en el cónclave que eligió al papa Juan XXIII en 1958.

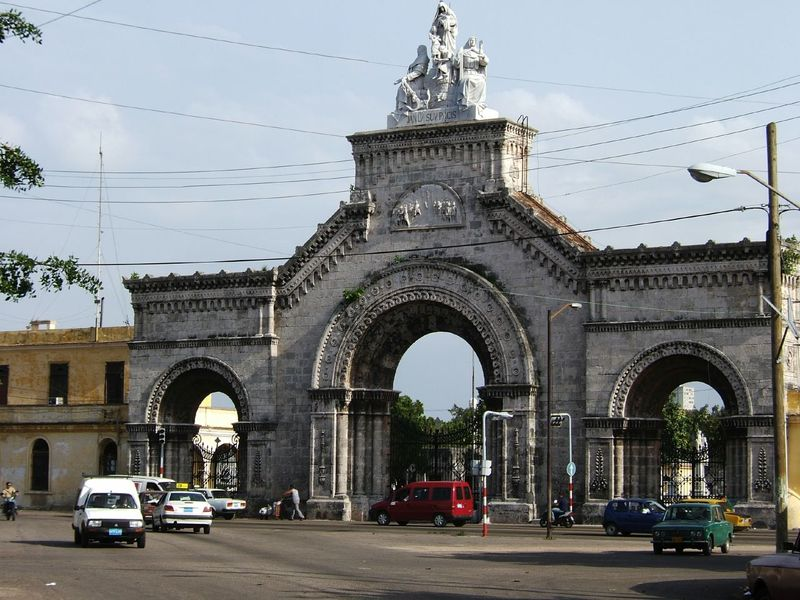
Entrada principal de la Necrópolis de Colón en La Habana.

### Muerte y sepultura
Tras el triunfo de la Revolución  Cubana en 1959, se asiló en la embajada de Argentina en La Habana y después en la nunciatura apostólica desde 1961 hasta 1962 cuando fue hospitalizado en el Hospital de San Juan de Dios, donde falleció un año más tarde, el 20 de marzo de 1963, a la edad de 83 años, en la casi absoluta soledad.
Sus restos descansaron junto al altar mayor de la Catedral de La Habana y luego fueron trasladados a la Necrópolis de Cristóbal Colón donde recibió sepultura en la tumba que había mandado a construir varios años antes muy cerca de la capilla central del cementerio.